# بيل براينت (لاعب كرة قدم أمريكية)
بيل براينت (بالإنجليزية: Bill Bryant)‏ هو لاعب كرة قدم أمريكية أمريكي، ولد في 15 يناير 1951 في شريفبورت في الولايات المتحدة.

## وصلات خارجية
- بيل براينت على موقع مرجع كرة القدم المحترفة.كوم (الإنجليزية)